# 福圣承道
福圣承道（西夏文：𗼃𗼕或𗣼𗧯，1053年—1056年）是西夏毅宗李諒祚的第三個年號，共計4年。
李兆洛《纪元编》说，潘永圜《读史津逮》作福圣二年，承道二年。

## 改元
- 1053年——改元福聖承道。[5]
- 1057年——改元奲都。[6]

## 稟德
學者陳炳應提出西夏文錢幣「福聖寶錢」應譯為「稟德寶錢」，是李元昊時期的錢幣。又西夏文佛經有「稟德歲」字樣，有學者認為應直譯為「秉德」，與「承道」詞意相通。

## 纪年對照表
| 福圣承道 | 元年              | 二年     | 三年     | 四年              |
| -------- | ----------------- | -------- | -------- | ----------------- |
| 公元     | 1053年            | 1054年   | 1055年   | 1056年            |
| 干支     | 癸巳              | 甲午     | 乙未     | 丙申              |
| 宋朝     | 皇祐六年 至和元年 | 至和二年 | 至和三年 | 至和四年 嘉祐元年 |

## 同期存在的其他政權年號
- 中國
  - 皇祐（1049年－1054年）：宋—宋仁宗趙禎之年號
  - 至和（1054年－1056年）：宋—宋仁宗趙禎之年號
  - 嘉祐（1056年－1063年）：宋—宋仁宗趙禎之年號
  - 重熙（1032年－1055年）：契丹—遼興宗耶律宗真之年號
  - 清寧（1055年－1064年）：契丹—遼道宗耶律洪基之年號
  - 政安（1053年－1061年）：大理—段思廉之年號
- 越南
  - 崇興大寶（1049年－1054年）：李朝—李佛瑪之年號
  - 龍瑞太平（1054年－1058年）：李朝—李日尊之年號
- 日本
  - 永承（1046年－1053年）: 後冷泉天皇之年號
  - 天喜（1053年－1058年）: 後冷泉天皇之年號

## 深入閱讀
- 李崇智. . 北京: 中華書局. 2004年12月. ISBN 7101025129.
- 鄧洪波. . 臺北: 國立臺灣大學東亞經典與文化研究計劃. 2005年3月  [2021-12-07]. ISBN 9789860005189. （原始内容 (pdf)存档于2007-08-25）.
- 長部和雄.  (pdf). 東京: 京都大學. 1933年7月1日  [2021年12月18日]. ISBN. （原始内容存档 (PDF)于2021年12月9日）.
- 長部和雄.  (PDF). 東京: 京都大學. 1933年10月1日  [2021年12月18日]. ISBN. （原始内容 (pdf)存档于2021年12月18日）.

## 參看
- 中國年號索引

| 前一年號： 天祐垂圣 | 西夏年号 | 下一年號： 奲都 |